# Bisdom Cajamarca
Het bisdom Cajamarca (Latijn: Dioecesis Caiamarcensis) is een rooms-katholiek bisdom met als zetel Cajamarca, in Peru. Het bisdom is suffragaan aan het aartsbisdom Trujillo. 

## Geschiedenis
Het bisdom werd opgericht op 5 april 1908, uit delen van de bisdommen Chachapoyas en Trujillo, en was suffragaan aan het aartsbisdom Lima. Op 23 mei 1943 veranderde het van kerkprovincie en werd suffragaan aan het nieuw verheven aartsbisdom Trujillo.

## Parochies
Het bisdom had in 2021 een oppervlakte van 15.333 km2 en telde 1.748.760 inwoners waarvan 89,7% rooms-katholiek was.

## Bisschoppen
- Francisco de Paola Grozo (21 maart 1910 - 13 maart 1928)
- Antonio Rafael Villanueva (5 november 1928 - 2 augustus 1933)
- Juan José Guillén y Salazar (21 december 1933 - 13 september 1937)
- Teodosio Moreno Quintana (15 december 1940 - 27 juni 1947)
- Pablo Ramírez Taboada (5 september 1947 - 28 januari 1960)
- Nemesio Rivera Meza (28 januari 1960 - 8 juli 1961)
- José Antonio Dammert Bellido (19 maart 1962 - 1 december 1992)
- Ángel Francisco Simón Piorno (18 maart 1995 - 4 februari 2004)
- José Carmelo Martínez Lázaro (12 oktober 2004 - 23 oktober 2021)
  - Fortunato Pablo Urcey (apostolisch administrator: 4 juni 2019 - 7 december 2021)
- Isaac Circuncisión Martínez Chuquizana (23 oktober 2021 - heden)

Trujillo (aartsbisdom) · Cajamarca · Chimbote · Huamachuco (territoriale prelatuur) · Huaraz · Huarí · Moyobamba (territoriale prelatuur)